# Nsuta

Nsuta är en ort i centrala Ghana. Den är huvudort för distriktet Sekyere Central, och folkmängden uppgick till 8 494 invånare vid folkräkningen 2010.